# Натори Сюнсэн
Натори Сюнсэн (яп. 名取春仙, 7 февраля, 1886 — 30 марта 1960) — последний великий мастер гравюры в жанре якуся-э («изображения актеров») об искусстве театра кабуки.

## Биография
Натори Сюнсэн (настоящее имя — Юносукэ) родился в семье торговца шёлком из посёлка Кусигата уезда Накакома префектуры Яманаси (в настоящее время город Минамиарупусу). Спустя несколько месяцев после его рождения, родители переехали в Токио, где Натори прожил всю свою сознательную жизнь до самой смерти.
В 11 лет мальчика отдали на обучение к Куботе Бэйсэю, живописцу традиционной японской школы, затем — в Школу искусств. После учёбы он устроился иллюстратором в газету «Асахи симбун», где рисовал картинки к печатающимся в газете романам и повестям. В 1915 году вместе с художниками Тории Котондо и Ямамурой Тоёнари участвовал в оформлении буклета «Портреты современных актеров». С этого времени у него появился интерес к портретам актёров театра кабуки.
С 1925 года Натори и Содзабуро Ватанабэ вместе работают над серией «36 портретов актеров в различных ролях». Эта серия содержит некоторые из лучших работ Натори и сделала художника знаменитым в Японии и за рубежом. Ватанабэ выпускал серию в печать ограниченным тиражом в 150 экземпляров и продавал их только по подписке. Серия выходила по 1929 год, затем, до 1931 года был издан ряд дополнительных иллюстраций из 15 актёров. Гравюры с изображением актёров были написаны Натори в основном в формате окуби-э («большие головы»), что позволило художнику передать портретное сходство, а также сосредоточиться на выражении эмоций на лице персонажа.
До начала 1950-х годов Натори пребывал в творческом бездействии, с 1951 по 1954 год — возобновил сотрудничество с Ватанабэ, выполнив цикл из «30 портретов современных актеров в пьесах Кабуки», красивую и выразительную работу, не сумевшую, однако, достичь популярности предыдущих, и ставшую для него последней.
В 1958 году его любимая дочь Ёсико умирает от воспаления лёгких. Два года спустя, не сумев пережить постигшую их утрату, Натори Сюнсэн с женой приняли смертельную дозу яда на могиле дочери.